# 돌나물과
돌나물과(---科, 학명: Crassulaceae 크라술라씨애이[*])는 범의귀목의 과이다. 대부분이 다육성인 풀이며 떨기나무도 있다. 잎은 어긋나거나 마주나며 보통 홑잎이고 턱잎이 없다. 꽃은 취산꽃차례에 달리며 씨방은 꽃부리나 수술 옆이나 위에 있다. 열매는 대개 골돌과이며 드물게 삭과가 달린다.
전 세계에 퍼져 있으나, 대부분 북반구와 남아프리카에 서식한다. 33속 1400여 종이 이 과에 포함된다. 한국에는 꿩의비름속(Hylotelephium), 난쟁이바위솔속(Meterostachys), 대구돌나물속 (Crassula), 돌꽃속(Rhodiola), 돌나물속(Sedum), 바위솔속(Orostachys) 등이 서식한다.

## 하위 분류
- 난쟁이바위솔속(Meterostachys Nakai)
- 대구돌나물속(Crassula L.)
- 돌나물속(Sedum L.)
- 바위솔속(Orostachys Fisch.)
- 석연화속(Echeveria DC.)
- 아이오니움속(Aeonium Webb & Berthel.)
- 칼랑코에속(Kalanchoe Adans.)
- Adromischus Lem.
- Afrovivella A.Berger
- Aichryson Webb & Berthel.
- Chaloupkaea Niederle
- Chiastophyllum (Ledeb.) A.Berger
- Cotyledon L.
- Cremnophila Rose
- Dudleya Britton & Rose
- Graptopetalum Rose
- Hypagophytum A.Berger
- Lenophyllum Rose
- Monanthes Haw.
- Pachyphytum Link, Klotzsch & Otto
- Perrierosedum (A.Berger) H.Ohba
- Petrosedum Grulich
- Pistorinia DC.
- Prometheum (A.Berger) H.Ohba
- Pseudosedum (Boiss.) A.Berger
- Reidmorania Kimnach
- Rosularia (DC.) Stapf
- Sempervivum L.
- Sinocrassula A.Berger
- Thompsonella Britton & Rose
- Tylecodon Toelken
- Umbilicus DC.
- Villadia Rose